# آی‌سی‌آی‌سی‌آی بانک
آی‌سی‌آی‌سی‌آی بانک (به انگلیسی: ICICI Bank) شرکت خدمات مالی و بانکداری هندی مستقر در بمبئی است، که مالک شبکه‌ای از ۵۲۷۵ شعبه و ۱۵۵۸۹ دستگاه عابربانک در ۱۷ کشور جهان می‌باشد.
بانک آی‌سی‌آی‌سی‌آی به‌عنوان دومین بانک بزرگ هند بر پایه میزان دارایی و سومین از نظر میزان ارزش بازار در کشور هند شناخته می‌شود. بخشی از سهام این بانک در بازارهای بورس اوراق بهادار بمبئی، بورس ملی هند و بورس نیویورک معامله می‌شود.